# FC Unitas
FC Unitas is een fietscrossvereniging in Assen, opgericht op 18 november 1967 door Harry Brander. Hij was eveneens voorzitter van FC Unitas. De club organiseerde vooral evenementen voor visueel gehandicapten en slechtzienden toertochten.
Anno 2014 organiseert FC Unitas alleen nog fietscrossevenementen. 

## Verandering en breuk
In 1982 Ging FC Unitas zich meer naar het fietscross richten. Er kwam een breuk doordat de leden van FC Unitas niet meer tevreden waren omdat er meer fietscross werd gereden. Ze richtten een nieuwe fietsvereniging op die meer toertochten organiseerde.